# 김기철 (1948년)
김기철(金沂喆, 1948년 12월 14일 ~ 2008년 10월 24일)은 대한민국의 한국화가이다.

## 생애
중앙대학교 회화과 시절 화단의 나눠먹기식 풍토에 회의를 느껴 대한민국미술대전을 비롯한 공모전으로부터 등을 돌린 채 작품활동에만 전념해왔다. 1997년 한국전업작가회장을 역임했고, 한국미술협회 이사장 선거와 대한민국미술대전 심사 비리 의혹이 커지던 2007년 1월에는 한국미술협회 일부 회원이 모여 결성한 정화대책위원회의 위원장에 위촉 되어 활동하기도 하였다.
1992년 첫 개인전 이후 2003년 프랑스 파리에서 전시회를 여는 등 국내외에서 활발한 작품활동을 펼쳤다. 2004년 3월 신체 오른쪽이 마비 되는 등 두 차례 뇌경색을 겪으면서도 반신마비 중에 2006년 개인전 등 작품활동을 계속하며 재기하였으나, 2007년 7월 18일 ~ 24일 관훈동 갤러리토포하우스 개인전을 앞두고 직장암 판정 을 받았다. 이로 인해 대학 동기인 변종곤 화백의 주선으로 8월 4일 ~ 18일 뉴욕 허드슨 리브 갤러리에서 열릴 예정이던 초대전 이 취소되었고, 결국 2008년 10월 24일 투병 끝에 별세하였다.

## 작품활동
한지 위에 오방색을 겹겹이 칠한 뒤 화공약품이나 면봉으로 꼼꼼하게 닦아 밑색을 보이게 하고 형상을 그려 넣는 작업을 거쳐 칼로 한지 한두겹을 벗겨내는 방식의 고리시리즈 가 대표적이다. 안료와 약품의 겹침을 통해 얻어지는 우연한 효과를 통해 자연을 해석한 심상풍경 시리즈도 있다.

## 전시
- 1992년 첫 개인전[7]

- 10번째 개인전 <자연 - 그 심상의 표현> - 2002년 6월 9일, 비홍산방 갤러리 물소리[7]
- 11번째 개인전 <심상풍경> - 2004년 10월 13일 ~ 10월 26일, 서울 인사동 갤러리아트윌[2]
- 개인전 - 2006년 1월 18일 ~ 1월 28일, 서울 관훈동 단성갤러리 개관 17주년 초대선[4]
- 개인전 - 2007년 7월 18일 ~ 7월 24일, 서울 인사동 토포하우스

## 작품소장
- (주)대아트란스
- 로렌스시계공업(주)
- 부산고등법원 건물
- 삼성당출판사
- 송파구청
- 수협중앙회 수협전북지회
- 제일제당 인천공장, 음성공장
- 코리아나호텔 스포츠클럽, 웨딩홀
- OECD한국대표부 건물, 공관(프랑스)[8]